# (25397) 1999 VY10
(25397) 1999 VY10 est un astéroïde de la ceinture principale découvert en 1999.

## Description
(25397) 1999 VY10 a été découvert le 7 novembre 1999 à l'observatoire de Gnosca (Italie) par Stefano Sposetti.

### Caractéristiques orbitales
L'orbite de cet astéroïde est caractérisée par un demi-grand axe de 2,32 UA, un périhélie de 2,13 UA, une excentricité de 0,08 et une inclinaison de 4,61° par rapport à l'écliptique. Du fait de ces caractéristiques, à savoir un demi-grand axe compris entre 2 et 3,2 UA et un périhélie supérieur à 1,666 UA, il est classé, selon la JPL Small-Body Database, comme objet de la ceinture principale.

### Caractéristiques physiques
(25397) 1999 VY10 a une magnitude absolue (H) de 15,2 et un albédo estimé à 0,240.